# Saunders Mac Lane
Saunders Mac Lane, originariamente Leslie Saunders MacLane (Taftville, 4 agosto 1909 – San Francisco, 14 aprile 2005), è stato un matematico statunitense.
Insieme a Samuel Eilenberg, ha fondato la teoria delle categorie, e si è distinto per i suoi contributi all'algebra astratta (in particolare l'algebra omologica) ed al suo insegnamento; viene da molti considerato uno dei più influenti matematici statunitensi del XX secolo.
Nel suo approccio alla matematica la logica matematica e, conseguentemente, la filosofia della matematica, rivestono un'importanza di primo piano.
Egli ha sempre dedicato un'attenzione esemplare a scrivere testi accessibili, a partire dal celebre A Survey of Modern Algebra, pubblicato nel 1941 insieme a Garrett Birkhoff, testo che ha rivoluzionato l'insegnamento dell'algebra nei corsi universitari statunitensi.
Il suo Categories for the Working Mathematician (trad. it. Categorie nella pratica matematica) pubblicato nel 1971, è tutt'oggi considerato la versione definitiva dell'introduzione alla teoria delle categorie.

## Carriera
Nel 1926, concluse le scuole secondarie, si iscrive all'Università Yale, dove consegue il titolo di Bachelor of Arts (BA) nel 1930; nel 1931 ottiene il Master of Arts (MA) all'Università di Chicago. In questo periodo pubblica il suo primo lavoro scientifico, riguardante argomenti di fisica, in collaborazione con Irving Langmuir (Premio Nobel per la chimica nel 1932).
Durante la sua permanenza a Chicago è influenzato dalla conoscenza di Eliakim Moore, che lo persuade a frequentare il corso di dottorato presso l'Università di Göttingen in Germania, considerata il maggior centro di ricerca matematica mondiale di quei tempi.
Frequenta il corso di dottorato presso l'Istituto di Matematica di Göttingen fra il 1931 e il 1933, studiando logica e matematica sotto la supervisione di Paul Bernays; inoltre segue le lezioni di Emmy Noether e di Hermann Weyl.
Nel 1933 i nazisti, giunti al potere in Germania, avviano una politica anti-semita che condurrà a rimuovere molti dei più brillanti docenti universitari da Göttingen e dalle altre università tedesche a causa delle loro origini ebraiche, portando così, fra l'altro, alla distruzione dei livelli di eccellenza in matematica, nelle scienze e in filosofia precedentemente raggiunti dall'Università di Göttingen e da altre università tedesche.
Mac Lane comprende che deve lavorare rapidamente per concludere il dottorato e lasciare la Germania il più presto possibile. Egli difende la sua tesi "Abgekürzte Beweise im Logikkalkul" ("Dimostrazioni abbreviate nel Calcolo Logico"), il 19 luglio 1933 e rientra subito negli Stati Uniti, dove trascorre l'anno accademico 1933/34 all'Università di Yale. Nei 4 anni accademici successivi lavora con incarichi di insegnamento presso le università Harvard, Cornell e di Chicago, finché nel 1938 ottiene definitivamente la nomina ad assistente presso l'Università Harvard, incarico che ricoprirà fino al 1947.
Durante la Seconda Guerra Mondiale dirige il Gruppo di Matematica Applicata dell'Università di Columbia, che è coinvolto nell'impegno bellico.
Nel 1947 è nominato professore di matematica all'Università di Chicago, dove trascorrerà il resto della sua carriera accademica. Lì il gruppo di ricerca in matematica viene diretto da Marshall Stone e comprende Abraham Albert, Irving Kaplansky, Otto Schilling e André Weil.
Nel 1949 viene eletto alla National Academy of Science degli Stati Uniti. 
Nel 1952, cinque anni dopo la nomina a professore, subentra a Stone nella direzione del Dipartimento di matematica, incarico che ricoprirà fino al 1958.
Nel corso della sua lunga carriera Mac Lane ricoprirà altri importanti incarichi:
- vicepresidente della National Academy of Science,
- vicepresidente dell'American Philosophical Society,
- presidente dell'American Mathematical Society (biennio 1973-1974),
- presidente della Mathematical Association of America.

Negli anni Cinquanta, in qualità di presidente della Mathematical Association of America, incomincia le sue attività finalizzate a migliorare l'insegnamento della matematica moderna. Dal 1974 al 1980 è membro del United States National Science Board, organo consultivo del governo federale degli Stati Uniti in materia di attività scientifica. Nel 1982 diviene Professore Emerito.
Nel 1989 Mac Lane riceve il più alto titolo della sua nazione per l'attività scientifica, la Medaglia Nazionale delle Scienze, con la seguente motivazione:
"Per aver rivoluzionato il linguaggio e il contenuto della matematica moderna attraverso la collaborazione nella creazione e nello sviluppo dell'algebra omologica e della teoria delle categorie, per i notevoli contributi all'educazione matematica e per l'incisiva attività di guida delle comunità matematica e scientifica".
Mac Lane è autore o coautore di più di 100 articoli e di 6 libri di matematica, e ha introdotto decine di studenti alla carriera matematica.

### Riconoscimenti
- Premio Chauvenet della Mathematical Association of America (1941)
per gli scritti:
- Modular Fields, Americana Mathematical Monthly 47 (1940), 67-84;
- Some Recent Advances in Algebra, American Mathematical Monthly 46 (1939), 3-19
- Colloquium Lecturer della American Mathematical Society (1963)
- titolo "Mac Mason" per "distinto servizio" come professore di matematica (1963)
- premio Steele alla carriera dell'American Mathematical Society (1986)
per i suoi numerosi contributi all'algebra e alla topologia algebrica, e in particolare per il suo lavoro pionieristico nell'algebra omologica e categoriale
- medaglia nazionale delle scienze (1989)
- due premi Guggenheim, dedicati a uomini e donne che hanno dimostrato eccezionali capacità per la produzione culturale o artistica[1][2]
- candidato al Norman Maclean Faculty Award nel 2003 (la candidatura è stata avanzata dall'Associazione Alunni dell'Università di Chicago "per aver fornito notevoli contributi all'insegnamento e all'esperienza di vita degli studenti dei campus")
- membro onorario della Royal Society di Edimburgo

### Matematici allievi di Mac Lane
Mac Lane è stato relatore nella stesura di oltre 50 tesi di dottorato, fra cui quelle di:
- Irving Kaplansky, poi divenuto Direttore del Dipartimento di Matematica di Chicago, Direttore dell'Istituto di Ricerca in Scienza Matematiche dell'Università di Berkeley, membro della National Academy of Science degli Stati Uniti
- David Eisenbud, oggi presidente della American Mathematical Society e direttore dell'Istituto di Ricerca nelle Scienze Matematiche dell'Università di Berkeley.
- John Griggs Thompson, premiato con la Medaglia Fields nel 1970
- Roger Conant Lyndon, scopritore delle parole di Lyndon
- Anil Nerode, coautore del teorema di Myhill-Nerode
- Robert Solovay
- Alfred Putnam
- Arunas Liulevicius
- Steve Awodey

## Attività scientifica
L'opera di Mac Lane abbraccia moltissimi rami della matematica.
Dopo una tesi in logica matematica (materia di cui continuerà a occuparsi in tutta la sua vita scientifica), il suo primo lavoro riguarda la teoria dei campi e la teoria delle valutazioni. Nel 1942 tratta le estensioni di gruppi, e nel 1943 incomincia la sua epocale collaborazione con Samuel Eilenberg, a seguito della quale sono adesso denominati spazi di Eilenberg – Mac Lane gli spazi K(G,n) di dimensione n aventi un unico gruppo di omotopia G non banale. Questo lavoro apriva la strada a una trattazione generale dei gruppi di coomologia.
Dopo aver introdotto, per mezzo degli assiomi di Eilenberg-Steenrod, l'approccio astratto alla teoria dell'omologia, Mac Lane ed Eilenberg elaborano nel 1945 la teoria delle categorie. Mac Lane è specialmente conosciuto per il suo lavoro sui teoremi di coerenza. Una ricorrente comparsa della teoria delle categorie, l'algebra astratta, così come di alcune altre branche della matematica, è l'uso di diagrammi, consistenti in frecce (morfismi) colleganti oggetti, come per esempio il prodotto e il coprodotto.
Con Samuel Eilienberg egli ha dato vita a un approccio completamente nuovo alla matematica.
In uno scritto del 1945, essi introducono i concetti (coniandone i termini) di "categoria", "funtore" e "trasformazione naturale". Il linguaggio che essi hanno introdotto ha fornito un nuovo rilevante strumento per la matematica moderna: un gran numero di nuovi concetti matematici sarebbero stati difficilmente pensabili in assenza di questa linguaggio.
Per Francis William Lawvere, professore emerito di matematica all'Università statale di Buffalo, "la teoria delle categorie ha espanso la sua influenza in 60 anni di esistenza, illuminando e guidando lo sviluppo praticamente di ognuno degli svariati campi della matematica".
La teoria delle categorie si è dapprima sviluppata come un linguaggio per descrivere le trasformazioni che consentono di collegare diverse aree della matematica e successivamente è divenuta un campo di studio con dignità propria. 
Per Peter May, Professore di Matematica all'Università di Chicago, "Mac Lane è stato uno dei pionieri della topologia algebrica, una materia in cui si trasformano, o si descrivono, strutture spaziali, che a prima vista sono spazi con buchi, come una ciambella, in strutture algebriche, munite di somma e moltiplicazione, che consentono di effettuare dei calcoli."
Lo sviluppo della teoria delle categorie e della topologia algebrica si sono accompagnati allo sviluppo di un'altra materia, l'algebra omologica, un tipo di algebra che gioca un ruolo significativo nella topologia algebrica e in altre branche della matematica. 
Mac Lane ha giocato un ruolo di primo piano nel costruire i fondamenti di queste discipline della matematica moderna e di quelle a esse connesse, e ha scritto celebri testi che sono fra i più leggibili su questi argomenti.

### A Survey of Modern Algebra
Durante gli anni trenta, Mac Lane, insieme con i suoi colleghi dell'università di Harvard Marshall Stone e Garrett Birkhoff, fa progredire in modo sostanziale l'insegnamento e lo studio dell'algebra astratta negli Stati Uniti. Nel 1941 insieme con Birkhoff pubblica il celebre A Survey of Modern Algebra, il primo libro di testo destinato a un pubblico di studenti universitari e riguardante l'algebra astratta scritto in lingua inglese, portando così al di fuori di una ristretta cerchia di matematici di professione i contenuti innovativi presentati nell'"Algebra Moderna" pubblicato da Bartel van der Waerden dieci anni prima.
L'impatto di Birkhoff e Mac Lane sui contenuti e sull'insegnamento dell'algebra nei college e nelle università risulta considerevole e immediato. L'attuale insegnamento dell'algebra nei corsi universitari statunitensi e non solo deve molto all'algebra astratta che essi hanno reso accessibile e attraente; 
A Survey of Modern Algebra è rimasto per molti anni il principale testo di riferimento nel suo campo, ed è stato ripubblicato da A K Peters Ltd. nel 1997.

### Categorie nella pratica matematica
La teoria delle categorie è stata inizialmente percepita da alcuni matematici come troppo astratta per il proprio lavoro; per questo Mac Lane ha intitolato il suo libro introduttivo all'argomento Categories for the Working Mathematician (tradotto in italiano con il titolo "Categorie nella pratica matematica").
Il libro è stato pubblicato per la prima volta nel 1971, ed è basato sulle sue lezioni relative all'argomento tenute all'Università di Chicago, all'Università Nazionale Australiana, al College Bowdoin, e all'Università di Tulane. Esso è tutt'oggi considerato come la prima introduzione alla teoria delle categorie.

### Matematica e filosofia
Durante il periodo trascorso a Göttingen (1931-1933), Mac Lane ha occasione di ascoltare le letture filosofiche settimanali di David Hilbert, di discutere di filosofia con il suo supervisore Hermann Weyl, e di studiarla con Moritz Geiger. Questi riferimenti, insieme con l'algebra di Emmy Noether, sono fondanti della sua concezione della teoria delle categorie, che egli sviluppa come ambiente di lavoro per elaborare le teorie matematiche.
L'idea di base che egli sviluppa è che un'organizzazione su larga scala delle matematiche sia il modo più efficiente per valorizzarne i risultati specifici.
Mathematics, Form and Function (1986) è un'accessibile introduzione al suo punto di vista su questo argomento.

### Contributi alla storia
Mac Lane rappresenta una figura di collegamento fra la matematica moderna e quella antecedente. 
Secondo Peter Johnstone, Mac Lane ha lasciato un corpo di materiali per i futuri storici della matematica del XX secolo, il cui pregio è di essere stati scritti da qualcuno che ha vissuto gli eventi di cui parla. Inoltre, ha spesso raccontato vicende relative agli importanti matematici del passato da lui conosciuti a Göttingen.

## Personalità
Peter May, Professore di Matematica all'Università di Chicago, descrive Mac Lane come un uomo poliverso, estremamente energico, dinamico, con le idee chiare, ricco di opinioni, con doti di narratore, straordinariamente intuitivo e originale nelle sue ricerche, particolarmente competente come filosofo della matematica.

## Opere
- 1997 (1941). A Survey of Modern Algebra (con Garrett Birkhoff). A K Peters. ISBN 1-56881-068-7
- 1995 (1963). Homology, Springer (collana "Classics in Mathematics") ISBN 978-0-387-58662-5 (testo originale: Band 114 di Die Grundlehren Der Mathematischen Wissenschaften in Einzeldarstellungen.)
- 1999 (1967). Algebra (con Garrett Birkhoff). Chelsea. ISBN 0-8218-1646-2
- 1998 (1972). Categories for the Working Mathematician, seconda edizione, Springer (quinto volume della collana "Graduate Texts in Mathematics") ISBN 0-387-98403-8 (trad. it. Categorie nella pratica matematica, 1977)
- 1986. Mathematics, Form and Function. Springer-Verlag. ISBN 0-387-96217-4
- 1992. Sheaves in Geometry and Logic: A First Introduction to Topos Theory (con Ieke Moerdijk). ISBN 0-387-97710-4

Articoli
- Mathematics at Göttingen under the Nazis, Notices of the American Mathematical Society 42 (10) (1995) 1134-1138. (articolo inerente alla matematica a Göttingen sotto il nazismo) (EN) pdf